# GitLab
GitLab is een online DevOps-tool. Het wordt door diverse grote technologiebedrijven gebruikt, waaronder NASA, Alibaba, CERN, GNOME en SpaceX. De software is geschreven door Dmitriy Zaporozhets en Valery Sizov, oorspronkelijk in Ruby. Het bevat onder andere een git-repository, wiki, ticketvolgsysteem en softwareontwikkelstraat.
Op maandag 4 oktober 2021 kondigde GitLab een beursgang aan. De beursgang verliep gunstig. De grootste aandeelhouder met 19% is de Nederlander Sytse (Sid) Sijbrandij.

## Populariteit
GitLab kan ook op eigen infrastructuur gedraaid worden, net zoals Bitbucket en GitHub. Op verschillende hogescholen en universiteiten wordt GitLab gebruikt als de dienst voor het werken aan programmeerprojecten.
GitLab kreeg veel imports vanuit GitHub toen aangekondigd werd dat GitHub overgenomen werd door Microsoft.